# باشگاه فوتبال آرکاهای
باشگاه فوتبال آرکاهای یک باشگاه فوتبال اهل هائیتی است که در آرکاهای، اوست واقع شده است.
این باشگاه در حال حاضر در لیگ هائیتین رقابت می‌کند.

## افتخارات
- لیگ هائیتین: ۱ قهرمانی